# Merosargus hansoni
Merosargus hansoni är en tvåvingeart som beskrevs av James 1971. Merosargus hansoni ingår i släktet Merosargus och familjen vapenflugor. Inga underarter finns listade i Catalogue of Life.